# Phreako Rico
Ricardo McDougal (Harderwijk, 1977), beter bekend als Phreako, Rico of Rickert is een Arubaans-Nederlands rapper uit Zwolle. Hij begon zijn carrière als rapper in Harderwijk waar hij als lid van Small Town Posse (met o.a. DJ S-Dub,  de latere dj van The Proov) optrad bij Aaltjespop en als duo met Blaxtar onder de naam Rudeteenz in discotheek de Konings Kelder en het Nassau-Veluwe College. Hierna traden zij in Zwolle op tijdens Bevrijdingsdag en in Hedon alwaar zij kennis maakten met Sticks en Delic. Samen met Sticky Steez en Delic vormde hij de rapformatie Opgezwolle. Tegenwoordig vormt Rico samen met Sticks, A.R.T., Typhoon (een broer van Blaxtar) en James een groep onder de naam Fakkelbrigade. Ook geeft Rico rapworkshops op onder andere festivals en scholen. Hij behoort tot de Fakkelteitgroep.

## Biografie

### Opgezwolle
In 1997 ontmoette McDougal Stickert en dj Delic in poppodium Hedon en gezamenlijk begonnen ze muziek te maken. Uit deze samenwerking ontstond de rapformatie Opgezwolle. Na eerst een tijd in het Engels te hebben gerapt, stapten ze in 1998 over op het Nederlands, waarmee de groep later nationaal veel successen zou behalen. Rico kreeg samen met zijn groepsleden een contract bij het platenlabel Top Notch, waar hij met Opgezwolle meerdere albums zou uitbrengen.

### Fakkelbrigade
Begin 2009 gingen Rico en Sticks samen met A.R.T., Typhoon en James door onder de naam Fakkelbrigade. In datzelfde jaar werd het album Colucci Era uitgebracht op hun label Top Notch. Het album werd twee keer genomineerd voor Beste album en Fakkelbrigade werd genomineerd in de categorie Beste groep bij de State Awards.

### Solo
Phreako Rico maakte in 2006 bekend te werken aan een soloalbum. In 2011 bracht hij het album DMT uit samen met Kubus. Op 18 april 2014 bracht hij samen met producer A.R.T. zijn album Irie uit.

## Discografie
Rudeteenz (met Blaxtar)
- 360 degrees (met Sir Rah (Jeroen van Uhm): beats, S-Dub (Sander Schalk): co-productie & scratches)
- Geen titel (met Dinopha (de zus van Blaxtar): zang, Sir Rah: beats, S-Dub (Sander Schalk): co-productie & scratches)

Studioalbums
- DMT (2011)
- Irie (2014)
- Rated R (2021)
- Frenk De Slak (2022)

Ep's
- Wie Heeft de Bal? (met Typhoon & Muppetstuff) (2010)

Groepsverband
- Opgezwolle
  - Spuugdingen op de mic (2001)
  - Vloeistof + Brandstof (2003)
  - Eigen Wereld (2006)
- Opgeduveld
  - Opgeduveld (2002)
- Fakkelbrigade
  - Colucci Era + Prelude van een Era (2009)
- Rico & Sticks
  - IZM (prod. Kubus) (2017)
  - MeerIZM (ep) (prod. Kubus) (2017)

Verzamelalbums
- #OpgezwolleTotNu (2016) (vijftien jaar carrière-omvattende boxset met Sticks)

Hitnotering
Hitnotering
| Jaar | album                                  | 100 | weken | 200 | weken |
| ---- | -------------------------------------- | --- | ----- | --- | ----- |
| 2001 | Spuugdingen op de mic (met Opgezwolle) | 37  | 2     | -   | -     |
| 2003 | Vloeistof (met Opgezwolle)             | 21  | 5     | -   | -     |
| 2006 | Eigen Wereld (met Opgezwolle)          | 4   | 21    | -   | -     |
| 2009 | Colucci Era (met Fakkelbrigade)        | 7   | 12    | -   | -     |
| 2011 | DMT                                    | 12  | 3     | -   | -     |
| 2014 | Irie                                   | 9   | 3     | -   | -     |
| 2016 | #OpgezwolleTotNu (met Sticks)          | 32  | 1     | 150 | 1     |
| 2017 | IZM (met Sticks)                       | 8   | 10    | -   | -     |

### Gastoptredens
| Jaar | Nummer                                                                  | Nummer                                                        | Album                 | Album                     |
| Jaar | Naam                                                                    | met                                                           | Naam                  | Albumartiest              |
| ---- | ----------------------------------------------------------------------- | ------------------------------------------------------------- | --------------------- | ------------------------- |
| 2003 | Zure Overval                                                            | Extince, DuvelDuvel, Klopdokter, Raymzter, Kiddo Cee & Sticks | 2e Jeugd              | Extince                   |
| 2004 | -Buitenbad -Je kan niet komen -Zwolsche Boys -Strik je veter -Dikke gek | - Sticks -Sticks -Jawat! & Sticks                             | Buitenwesten          | Kubus                     |
| 2004 | Microphone Colossus                                                     | Sticks                                                        | Microphone Colossus   | Sticks & Kubus            |
| 2006 | Schrijf ik                                                              | Blaxtar                                                       | Ozmoses               | Blaxtar                   |
| 2007 | -Weg kwijt -Tot zo -Snelle jongens -Ga -Goeiedag verder                 | -Sticks & Shyrock -Sticks -Sticks & Typhoon -Sticks           | Fakkelteit            | Sticks & Delic            |
| 2007 | Natuurlijk                                                              | Typhoon                                                       | Tussen licht en lucht | Typhoon                   |
| 2008 | Mist Zicht                                                              | Audio Elixer                                                  | Zwarte parels         | Audio Elixer              |
| 2008 | Politiek                                                                | U-Niq, Sticks & Shy Rock                                      | Het Kapitalisme       | U-Niq                     |
| 2008 | Nachtwakers                                                             | Zo Moeilijk & Sticks                                          | Nijmeegse Modo        | Zo Moeilijk               |
| 2009 | Het derde oog                                                           | Boef en de Gelogeerde Aap                                     | Vind ons              | Boef en de Gelogeerde Aap |
| 2010 | -Risico van het vak -Constructief                                       | -Sticks -Sticks                                               | Alledaagse Waanzin    | Sticks & A.R.T.           |
| 2010 | Tafels                                                                  | Zwart Licht, D. Lipps & Zo Moeilijk                           | No JuJu               | Zwart Licht               |